# San Eugenio Fútbol Club
El San Eugenio Fútbol Club (conocido con el apodo de el Santo) es una institución de fútbol con sede en la ciudad de Artigas, del departamento homónimo, en Uruguay.
Fue fundado el 8 de mayo de 1908 y su equipo juega en la 1ª Divisional "A" de la Liga de Fútbol de Artigas siendo decano y equipo más laureado (48) de la misma.
Se consagró campeón del interior en el año 1970 tras conquistar la copa EL PAÍS, convirtiéndose así el primer club artiguense de la historia en ganar dicha competición, hoy llamada Copa Nacional de Clubes del Interior organizada por OFI.

## Palmarés

### Torneos nacionales
- Copa El País (1): 1970[1]
- Subcampeón de la Copa El País (2) : 1985, 1987

### Torneos locales
- Liga de Fútbol de Artigas (48): 1918, 1919, 1920, 1921, 1922, 1923, 1924, 1925, 1928, 1929, 1931, 1933, 1934, 1935, 1936, 1948, 1950, 1952, 1954, 1956, 1957, 1958, 1960, 1962, 1964, 1967, 1969, 1972, 1973, 1984, 1985, 1986, 1989, 1993, 1994, 1995, 1996, 1997, 1998, 1999, 2000, 2005, 2007, 2009, 2011, 2017, 2018, 2021.

## Uniforme
Uniforme Local: Camiseta blanca con detalles azules, short y medias azules con detalles blancos.
Uniforme Alternativo: Camistea azul con detalles blancos, short y medias azules con detalles blancos.
- Datos: Q6118653